# Sperlinga
Sperlinga település Olaszországban, Szicília régióban, Enna megyében. Lakosainak száma 674 fő (2023. január 1.). Sperlinga Gangi és Nicosia községekkel határos.

## Népesség
A település lakossága az elmúlt években az alábbi módon változott:
| Lakosok száma | 783  | 765  | 674  |
|               | 2017 | 2018 | 2023 |